# Ulrich Preu
Ulrich Preu, genannt Schlaginhaufen (bl. um 1525) war der erste evangelische Pfarrer in Worms.
Ulrich Preu nahm zunächst eine Stelle als Kanoniker am St. Andreasstift in Worms ein. Dort war er mit der Aufgabe betraut, in der zu dem Stift gehörenden Pfarrkirche St. Magnus die Funktion des Plebans (Gemeindepfarrers) auszuüben. Er studierte, wohl ab 1521, Theologie an der Universität Wittenberg bei Martin Luther, von wo er 1523 nach Worms zurückkehrte.
Ulrich Preu vertrat in Worms die lutherische Lehre, unterstützt vom Kantor des St. Andreasstifts, Nicolaus Maurus. Ulrich Preu vertrat die lutherische Lehre nicht nur gegen die hergebrachte römisch-katholische Theologie, sondern auch gegen die in Worms damals starke Täuferbewegung. Zu Weihnachten 1524 traute er den Priester Nicolaus Karben, Pfarrer in Ober-Erlenbach, in St. Magnus und heiratete auch wohl selbst.
Auf Druck des altgläubigen pfälzischen Kurfürsten Ludwig V. musste der Wormser Stadtrat Ulrich Preu 1527 aus der Stadt ausweisen.